# 奧佐納 (德克薩斯州)
奧佐納（英語：Ozona）是一個位於美國德克薩斯州克羅基特縣的城市。根據2010年美國人口普查，該地共人口3225人，而該地的面積約為12.10平方千米。同時該地也是克羅基特縣的縣治。

## 地理
奧佐納的座標為30°42′32″N 101°12′15″W / 30.70889°N 101.20417°W，而該地的平均海拔高度為716米（即2349英尺）。